# 李榮 (語言學家)
李荣（1920年2月4日—2002年12月31日），曾用名李昌厚，笔名董少文、宋元嘉等，男，浙江温岭人，中国语言学家，曾任中国社会科学院语言研究所方言研究组（室）负责人，语言研究所副所长、所长，全国汉语方言学会会长，《方言》杂志主编。

## 生平
李荣早年就读于杭州高级中学、台州中学高中部。1939年，他以优异成绩考入昆明西南联合大学中国文学系，1943年进入昆明北京大学研究院文科研究所语学部攻读研究生，1946年7月毕业，之后先后在北京大学、山东大学工作。
1950年9月，李荣正式调入北京中国科学院语言研究所（今中国社会科学院语言研究所）。

## 学术贡献

### 汉语音韵学
李荣在1952年出版的《切韵音系》中论证了切韵音中存在俟母。后来又提出“古群母有一、二、四等字”等有影响力的观点，收入《音韵存稿》。
李荣还与丁声树合作，于1957年编写出版了《汉语音韵讲义》，次年又合作有《古今字音对照手册》。

### 汉语方言学
1957年，李荣与丁声树一起编写出版了《汉语方言调查手册》。1959年，两人又共同主持了河北昌黎的方言调查。次年出版的《昌黎方言志》后来成为中国汉语方言学界公认的方言调查报告范本。
李荣于1979年创办《方言》杂志，亲自担任主编。1981年，他又与汉语方言学界的一批学者创立全国汉语方言学会，并长期担任会长。
1980年代，李荣提出山西地區的方言應該從官話中獨立出來并以該省的簡稱“晉”為名的观点（晋语）。
李荣曾先后主持了一些重大科研项目。最为知名的是他主持编纂的《中国语言地图集》和《现代汉语方言大词典》（42种分卷本）。

### 其他
李荣还是《现代汉语词典》试印本的审定委员会成员之一，试用本的主编助理。

## 专著与工具书

### 专著
- 《切韵音系》
- 《语音常识》
- 《汉语方言调查手册》
- 《昌黎方言志》（与丁声树等合著）
- 《现代汉语语法讲话》（与丁声树等合著）
- 《汉语音韵讲义》（与丁声树合著）
- 《文字问题》
- 《中国语言地图集》（中、英文版，与熊正辉等合著）

### 工具书
- 《方言调查字表（修订本）》（与丁声树合著）
- 《古今字音对照手册》（与丁声树合著）
- 《现代汉语词典》（主编助理）
- 《现代汉语方言大词典》（分地本42卷及综合本，与熊正辉等合著）

## 评价
吴宗济：“现在我们到国内外的大图书馆看看，凡是排成一排的、成气候的汉语方言的调查材料和研究报告，绝大部分是建国以后最近几十年出版的。从历史的观点看，从扬雄以后到现在，没有像现在这样成气候的东西。这不是很简单的事情，从赵先生那个时候起就想调查全中国的方言，出几本调查报告，但是因为打仗、抗战中断了。现在这些规模之大、内容之可靠的方言调查研究成果，确实非常令人敬佩。没有李荣先生和他的同行、他所培养的青年努力的工作和大力的推动，在这个世纪也是不可能的。”
贺巍认为李荣有五大贡献，一是《切韵音系》，二是署名“江苏省方言指导小组”编写的《江苏省上海市方言概况》，解决了方言的分区问题、大范围方言概况编写的框架问题，三是《中国语言地图集》汉语方言部分，完善了汉语方言分区的理论和实践，四是《现代汉语方言大词典》，积累了翔实的第一手资料，五是创办了《方言》杂志。
曹志耘：“从历史的眼光来看，我觉得李荣先生对学术史，对中国语言学等方面的最大贡献是在他的引导、倡导和实践下，汉语方言学的调查研究取得了巨大的成就，特别是汉语方言事实的描写方面。经过半个世纪的工作，积累了非常宝贵的、不可多得的、不可复制的一批材料，这个成就的取得是和李先生个人的作用密不可分的。”